# Miiko Albornoz
Miiko Martín Albornoz Inola (ur. 30 listopada 1990 w Sztokholmie) – chilijski piłkarz, grający na pozycji obrońcy.

## Kariera klubowa
Urodzony w Szwecji Albornoz nie posiada szwedzkich korzeni. Jego matka była Finką, ojciec zaś Chilijczykiem. Jest wychowankiem klubu IF Brommapojkarna, w którym występował aż do 2011 roku. Wówczas to 14 sierpnia podpisał czteroletnią umowę z Malmö FF.
W 2014 roku Albornoz przeszedł do Hannover 96.

## Statystyki kariery
| Sezon     | Klub              | Kraj    | Rozgrywki     | Mecze | Bramki |
| --------- | ----------------- | ------- | ------------- | ----- | ------ |
| 2008      | IF Brommapojkarna | Szwecja | Superettan    | 16    | 6      |
| 2009      | IF Brommapojkarna | Szwecja | Allsvenskan   | 29    | 1      |
| 2010      | IF Brommapojkarna | Szwecja | Allsvenskan   | 18    | 0      |
| 2011      | IF Brommapojkarna | Szwecja | Superettan    | 19    | 2      |
| 2011      | Malmö FF          | Szwecja | Allsvenskan   | 6     | 0      |
| 2012      | Malmö FF          | Szwecja | Allsvenskan   | 27    | 3      |
| 2013      | Malmö FF          | Szwecja | Allsvenskan   | 26    | 1      |
| 2014      | Malmö FF          | Szwecja | Allsvenskan   | 9     | 0      |
| 2014/2015 | Hannover 96       | Niemcy  | Bundesliga    | 28    | 0      |
| 2015/2016 | Hannover 96       | Niemcy  | Bundesliga    | 23    | 0      |
| 2016/2017 | Hannover 96       | Niemcy  | 2. Bundesliga | 27    | 0      |
| 2017/2018 | Hannover 96       | Niemcy  | Bundesliga    | 10    | 0      |

## Kariera reprezentacyjna
Albornoz występował w juniorskich reprezentacjach Szwecji. Kiedy jednak otrzymał powołanie do seniorskiej kadry, odrzucił je, decydując się na występy w reprezentacji Chile. Zadebiutował w niej 23 stycznia 2014 roku w towarzyskim meczu przeciwko Kostaryce. Na boisku spędził 90 minut, a debiut uświetnił zdobyciem bramki. Został powołany przez selekcjonera Jorge Sampoliego na Mistrzostwa Świata w Brazylii, na których nie zagrał ani minuty, a Chile odpadło po serii rzutów karnych w 1/8 finału z Brazylią. Selekcjoner powołał go także na Copa América 2015, w którym Chile wygrało po raz pierwszy turniej Copa América, a on sam zagrał w starciu z Meksykiem i Peru.
| Mecze i gole w reprezentacji | Mecze i gole w reprezentacji | Mecze i gole w reprezentacji | Mecze i gole w reprezentacji | Mecze i gole w reprezentacji | Mecze i gole w reprezentacji | Mecze i gole w reprezentacji |
| #                            | Data                         | Stadion                      | Rywal                        | Wynik                        | Gol                          | Rozgrywki                    |
| 2014                         | 2014                         | 2014                         | 2014                         | 2014                         | 2014                         | 2014                         |
| ---------------------------- | ---------------------------- | ---------------------------- | ---------------------------- | ---------------------------- | ---------------------------- | ---------------------------- |
| 1.                           | 23.01.2014                   | Coquimbo, Chile              | Kostaryka                    | 4:0                          | 1:0                          | towarzyski                   |

## Sukcesy
Malmö FF
- Mistrzostwo Szwecji: 2013, 2014
- Zwycięstwo Copa América 2015